# Färöischer Fußballpokal der Frauen 1994
Der Färöische Fußballpokal der Frauen 1994 fand zwischen dem 23. April und 4. August 1994 statt und wurde zum fünften Mal ausgespielt. Im Endspiel, welches im Gundadalur-Stadion in Tórshavn auf Kunstrasen ausgetragen wurde, siegte Titelverteidiger B36 Tórshavn mit 4:2 nach Verlängerung gegen ÍF Fuglafjørður und stellte somit eine Wiederholung des Vorjahresfinales dar.
B36 Tórshavn und ÍF Fuglafjørður belegten in der Meisterschaft die Plätze zwei und vier. Mit FS Vágar erreichte ein Zweitligist das Halbfinale.
Für B36 Tórshavn war es der dritte Sieg bei der dritten Finalteilnahme, für ÍF Fuglafjørður die zweite Niederlage bei der zweiten Finalteilnahme.

## Teilnehmer
Teilnahmeberechtigt waren folgende zwölf A-Mannschaften der ersten und zweiten Liga:
| 1. Deild                                                                                | 2. Deild                              |
| B36 Tórshavn EB Eiði HB Tórshavn ÍF Fuglafjørður KÍ Klaksvík SÍ Sumba Skála ÍF VB Vágur | AB Argir FS Vágar GÍ Gøta NSÍ Runavík |

## Modus
Vier ausgeloste Mannschaften waren für das Viertelfinale gesetzt. Die verbliebenen Teams spielten in einer Runde die restlichen vier Teilnehmer aus. Alle Runden wurden im K.-o.-System ausgetragen.

## 1. Runde
Die Partien der 1. Runde fanden zwischen dem 23. und 28. April statt.
|                 | Ergebnis      |             |
| --------------- | ------------- | ----------- |
| Skála ÍF        | 1 2:0 (2:0) 1 | VB Vágur    |
| GÍ Gøta         | 0:4 (0:1)     | KÍ Klaksvík |
| HB Tórshavn     | 4:0 (0:0)     | NSÍ Runavík |
| ÍF Fuglafjørður | 5:0 (2:0)     | EB Eiði     |

## Viertelfinale
Die Viertelfinalpartien fanden am 30. April und 1. Mai statt.
|                 | Ergebnis      |             |
| --------------- | ------------- | ----------- |
| ÍF Fuglafjørður | 1 8:0 (6:0) 1 | SÍ Sumba    |
| AB Argir        | 0:5 (0:4)     | FS Vágar    |
| B36 Tórshavn    | 3:0 (2:0)     | Skála ÍF    |
| HB Tórshavn     | 7:0 (2:0)     | KÍ Klaksvík |

## Halbfinale
Die Hinspiele im Halbfinale fanden am 8. Mai statt, die Rückspiele am 12. Mai.
|                 | Gesamt |              | Hinspiel  | Rückspiel |
| --------------- | ------ | ------------ | --------- | --------- |
| HB Tórshavn     | 4:6    | B36 Tórshavn | 2:2 (1:1) | 2:4 (1:3) |
| ÍF Fuglafjørður | 3:1    | FS Vágar     | 3:1 (1:1) | 0:0       |

## Finale
Das Spiel sollte ursprünglich am 7. August ausgetragen werden, wurde jedoch auf den 4. August vorgezogen.
| Paarung         | B36 Tórshavn – ÍF Fuglafjørður |
| Ergebnis        | 4:2 n. V. (1:1, 1:0) |
| Datum           | 4. August 1994 |
| Stadion         | Gundadalur, Tórshavn |
| Schiedsrichter  | Kim Ejdesgaard (Tórshavn) |
| Tore            | 1:0 Anja Rein (35.) 1:1 Linda Toftegaard (55.) 2:1 Súna Mørk (93.) 2:2 Maibritt Lervig (94.) 3:2 Maibritt Joensen (108.) 4:2 Brynhild Klein (120.)                                                                                                |
| B36 Tórshavn    | Rannvá M. Hansen – Eyðdis Reinert, Eva Vang (32. Súna Mørk), Sólgerð Viderø, Hildur H. Sørensen, Durita Rouch, Sólvá Joensen, Judith E. Joensen, Anja Rein , Maibritt Joensen, Brynhild Klein                                                     |
| ÍF Fuglafjørður | Tordis Christiansen – Malena Hansen , Marin á Brúnni, Annika Rasmussen, Kristianna A. Petersen, Eileen Berjastein, Linda Toftegaard, Ann Hansen, Sigrid Svartá (37. Maibritt Lervig), Durita Eliasen, Kristina Eyðbjørnsdóttir (90. Rúna Poulsen) |